# Рибейру, Дарси
Дарси Рибейру (порт. Darcy Ribeiro; 26 октября 1922, Салинас, Калифорния — 17 февраля 1997, Бразилиа) — бразильский антрополог, этнограф, писатель, политический и государственный деятель. Его идеи о латиноамериканской идентичности оказали влияние на ряд позднейших латиноамериканистов. В качестве министра образования Бразилии в 1962—1963 годах провёл глубокие преобразования, благодаря которым во время политической эмиграции из Бразилии после государственного переворота 1964 года его приглашали к участию в университетских реформах в Чили, Перу, Венесуэле, Мексике и Уругвае. Вице-губернатор Рио-де-Жанейро с 1983 по 1987 год, сенатор от Рио-де-Жанейро с 1991 года до своей смерти.

## Биография
Дарси Рибейру родился в Монтес-Кларусе, штат Минас-Жерайс, в семье Реджинальдо Рибейру душ Сантуша и Жозефины Августы да Сильвейры. Начальное и среднее образование в своём родном городе, а затем собирался изучать медицину в Белу-Оризонти, но в итоге окончил антропологический факультет Школы социологии и политики Сан-Паулу в 1946 году.
Известен своими полевыми исследованиями жизни индейцев Пантанала, Центральной Бразилии и Амазонии (1946—1956), разработками в области педагогики, социологии и антропологии, а также участием (совместно со своим другом и коллегой Анисио Тейшейрой) в основании Университета Бразилиа в начале 1960-х годов. Рибейру стал первым ректором этого учреждения, и местный кампус ныне носит его имя. Он также был основателем Государственного университета Норти Флуминенси в Рио-де-Жанейро. В Службе защиты индейцев разрабатывал проект национального парка Шингу.

## Политическая деятельность
Во время парламентского режима президента Жуана Гуларта Дарси Рибейру был министром образования с 18 сентября 1962 года по 24 января 1963 года и руководителем аппарата (Ministro-chefe da Casa Civil — главой Гражданского дома, то есть президентского офиса) с 18 июня 1963 года по 31 марта 1964 года. После переворота и установления военной диктатуры Рибейру, как и многие другие бразильские интеллектуалы, была лишён политических прав и вынужден покинуть страну, прожив больше десятилетия (до 1976 года) в эмиграции, преимущественно в Уругвае.
После восстановления демократии выступал как деятель Демократической рабочей (трабальистской) партии. Во время первого мандата представлявшего её Леонела Бризолы в качестве губернатора Рио-де-Жанейро (1983—1987 гг.) Дарси Рибейру создал, планировал и руководил деятельностью Интегрированных центров общественного обучения (Centros Integrados de Ensino Público) — революционного педагогического проекта работы с детьми, включая развлекательные и культурные мероприятия, выходящие за рамки формального обучения.
На выборах 1986 года Рибейру был кандидатом от Демократической рабочей партии от на пост губернатора Рио-де-Жанейро, соревнуясь с Фернанду Габейрой (в то время входившим в Партию трудящихся), Агнальду Тимотеу из Социал-демократической партии и Морейрой Франку из Партии бразильского демократического движения. Рибейру потерпел поражение в силу высокого рейтинга Морейры, которым тот был обязан популярности недавней денежной реформы, «плана крузадо». Поражением закончилось и участие в президентских выборах 1994 года, когда Рибейру был напарником Бризолы в качестве кандидата в вице-президенты.

## Творчество
Дарси Рибейру — автор множества книг, многие из которых посвящены коренному населению Бразилии. Среди наследия Рибейру — романы «Маира» («Maíra», 1976), «Мул» («O Mulo», 1981) и «Дикарская утопия» («Utopia selvagem», 1982), а также научные и публицистические труды по вопросам антропологии, этнографии, истории и экономики, в том числе «Америки и цивилизация. Процесс формирования и причины неравномерного культурного развития американских народов» («As Américas e a civilização — processo de formação e causas do desenvolvimento cultural desigual dos povos americanos», 1970), «Бразильский народ: Формирование и смысл Бразилии» («O povo brasileiro — a formação e o sentido do Brasil», 1995).
Дарси Рибейру был избран в Бразильскую академию литературы (Academia Brasileira de Letras) 8 октября 1992 года. Он был официально принят в Академию 15 апреля 1993 года.

## Мысль

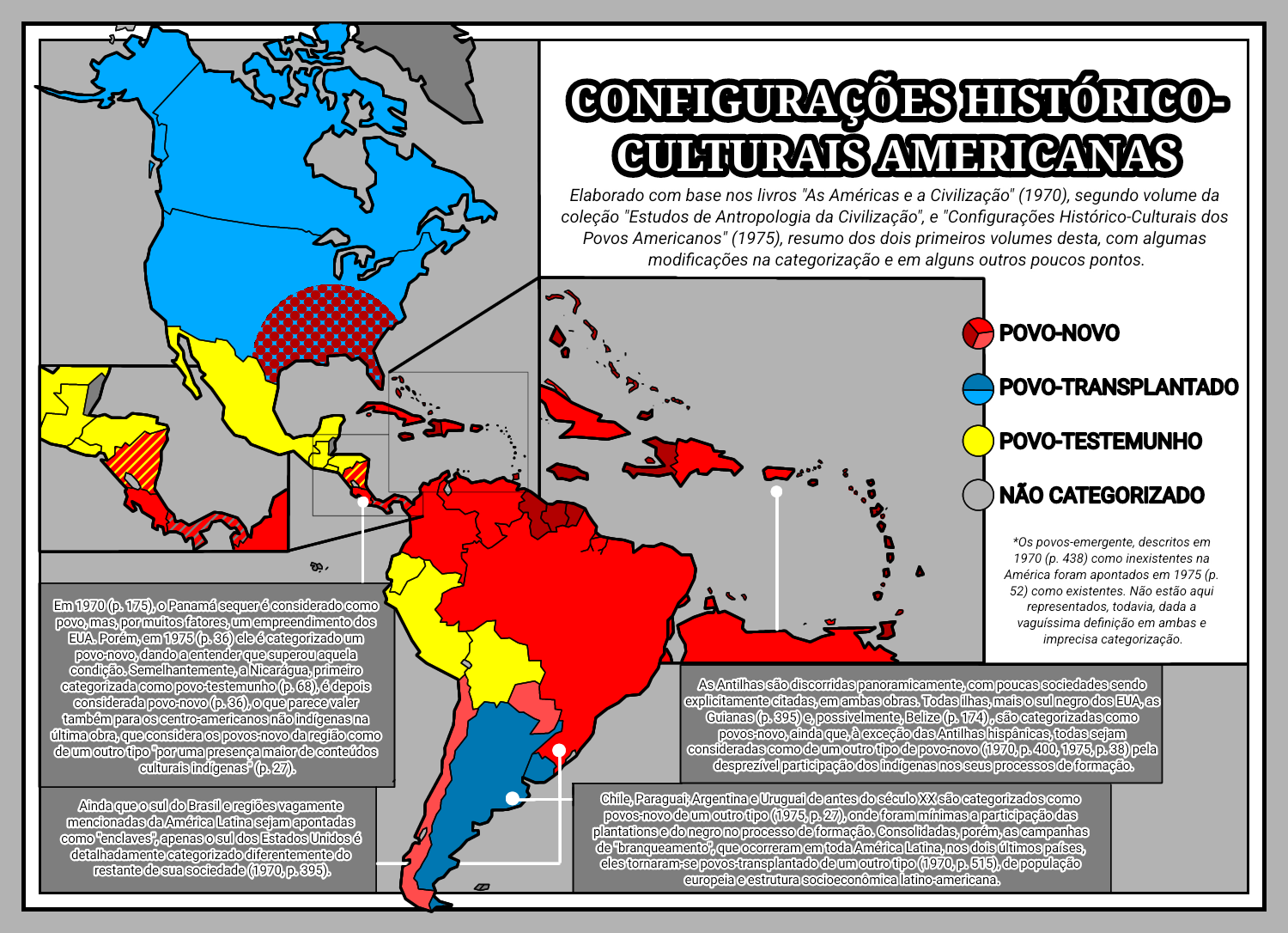
Карта, показывающая классификацию стран Латинской Америки по Дарси Рибейру: «Новые народы» (красный), «Народы свидетельства» (желтый) и «Переселённые народы» (синий)

Идеи Дарси Рибейро принадлежали к эволюционистской школе социологии и антропологии, на них оказали влияние неоэволюционисты Лесли Уайт и Джулиан Стюард, а также археолог-марксист Вир Гордон Чайлд. Он считал, что человечество прошло «цивилизационный процесс», начиная со стадии охотников-собирателей . Этот «цивилизационный процесс» был, по его словам, отмечен техническими революциями, среди которых он выделял восемь важнейших:
- сельскохозяйственная революция
- городская революция
- ирригационная революция
- металлургическая революция
- животноводческая революция
- торговая революция
- промышленная революция
- термоядерная революция

Рибейру также предложил схему классификации стран Латинской Америки, в которой он определил «Новые народы» (Чили, Колумбия, Парагвай, Венесуэла и т. д.), родившиеся из метисации европейских переселенцев, африканцев и коренных американцев и смешения их культур; «Народы свидетельства» (Перу, Мексика, Эквадор, Гватемала и Боливия), наследники древних цивилизаций, и третью группу — Аргентину и Уругвай, ранее также бывшими «Новыми народами», но после массовой иммиграции из Европы ставшими «Перемещёнными народами» — по преимуществу продолжением европейских культур.

## Избранные произведения
Этнология
- Culturas e línguas indígenas do Brasil — 1957
- Arte plumária dos índios Kaapo — 1957
- A política indigenista brasileira — 1962
- Os índios e a civilização — 1970
- Uira sai, à procura de Deus — 1974
- Configurações histórico-culturais dos povos americanos — 1975
- Suma etnológica brasileira — 1986 (colaboração; três volumes).
- Diários índios — os urubus-kaapor — 1996

Антропология
- O processo civilizatório — etapas da evolução sócio-cultural — 1968
- As Américas e a civilização — processo de formação e causas do desenvolvimento cultural desigual dos povos americanos — 1970
- Os índios e a civilização — a integração das populações indígenas no Brasil moderno — 1970
- The culture — historical configurations of the American peoples — 1970
- Os brasileiros — teoria do Brasil — 1972
- O dilema da América Latina — estruturas do poder e forças insurgentes — 1978
- O povo brasileiro — a formação e o sentido do Brasil — 1995

Романы
- Maíra — 1976
- O mulo — 1981
- Utopia selvagem — 1982
- Migo — 1988

Эссе и публицистика
- Kadiwéu — ensaios etnológicos sobre o saber, o azar e a beleza — 1950
- Configurações histórico-culturais dos povos americanos — 1975
- Sobre o óbvio — ensaios insólitos — 1979
- Aos trancos e barrancos — como o Brasil deu no que deu — 1985
- América Latina: a pátria grande — 1986
- Testemunho — 1990
- A fundação do Brasil — 1500/1700 — 1992 (colaboração)
- O Brasil como problema — 1995
- Noções de coisas — 1995

Педагогика
- Plano orientador da Universidade de Brasília — 1962
- A universidade necessária — 1969
- Propuestas — acerca da la renovación — 1970
- Université des Sciences Humaines d’Alger — 1972
- La universidad peruana — 1974
- UnB — invenção e descaminho — 1978
- Nossa escola é uma calamidade — 1984
- Universidade do terceiro milênio — plano orientador da Universidade Estadual do Norte Fluminense — 1993